# Estelí (Stadt)
Estelí ist eine Stadt im Norden des mittelamerikanischen Staates Nicaragua und Hauptstadt des gleichnamigen Departamentos. Sie liegt 148 km nördlich von Managua an der Panamericana im zentralen Hochland auf einer Höhe von etwa 840 m und ist von Bergen bis 1600 m umgeben. In präkolumbischer Zeit wurde die Gegend von den Chorotegas besiedelt, die die Gegend Estelí (d. h. Blutfluss) nannten. Die Stadt Estelí wurde wohl im 16. Jahrhundert von den Spaniern gegründet und ist heute ein Verwaltungs- und Wirtschaftszentrum. Bedeutung hat auch die Tabakindustrie, insbesondere die Zigarrenherstellung, sowie der Tourismus – in Estelí befinden sich zahlreiche Sprachschulen.
Die Angaben zur Einwohnerzahl variieren stark in unterschiedlichen Quellen, sie liegt bei 107.458, die Stadt erstreckt sich auf einem Gebiet von 754 km². Für das gesamte Departamento wird die Einwohnerzahl auf 201.548 (05/2005) geschätzt.
Estelí ist Sitz des Bistums Estelí, dessen Patronin die Virgen del Rosario (Rosenkranz-Jungfrau = Maria) ist.

## Persönlichkeiten
- Claribel Alegría (1924–2018), Schriftstellerin

## Städtepartnerschaften
- Bielefeld, Deutschland, seit 1995 Städtepartnerschaft, zuvor seit 1984 Patenschaft der Stadt Bielefeld
- Sheffield, Vereinigtes Königreich
- Stavanger, Norwegen
- Stevens Point, USA
- Sant Feliu de Llobregat, Spanien
- Delft, Niederlande

## Einzelnachweise

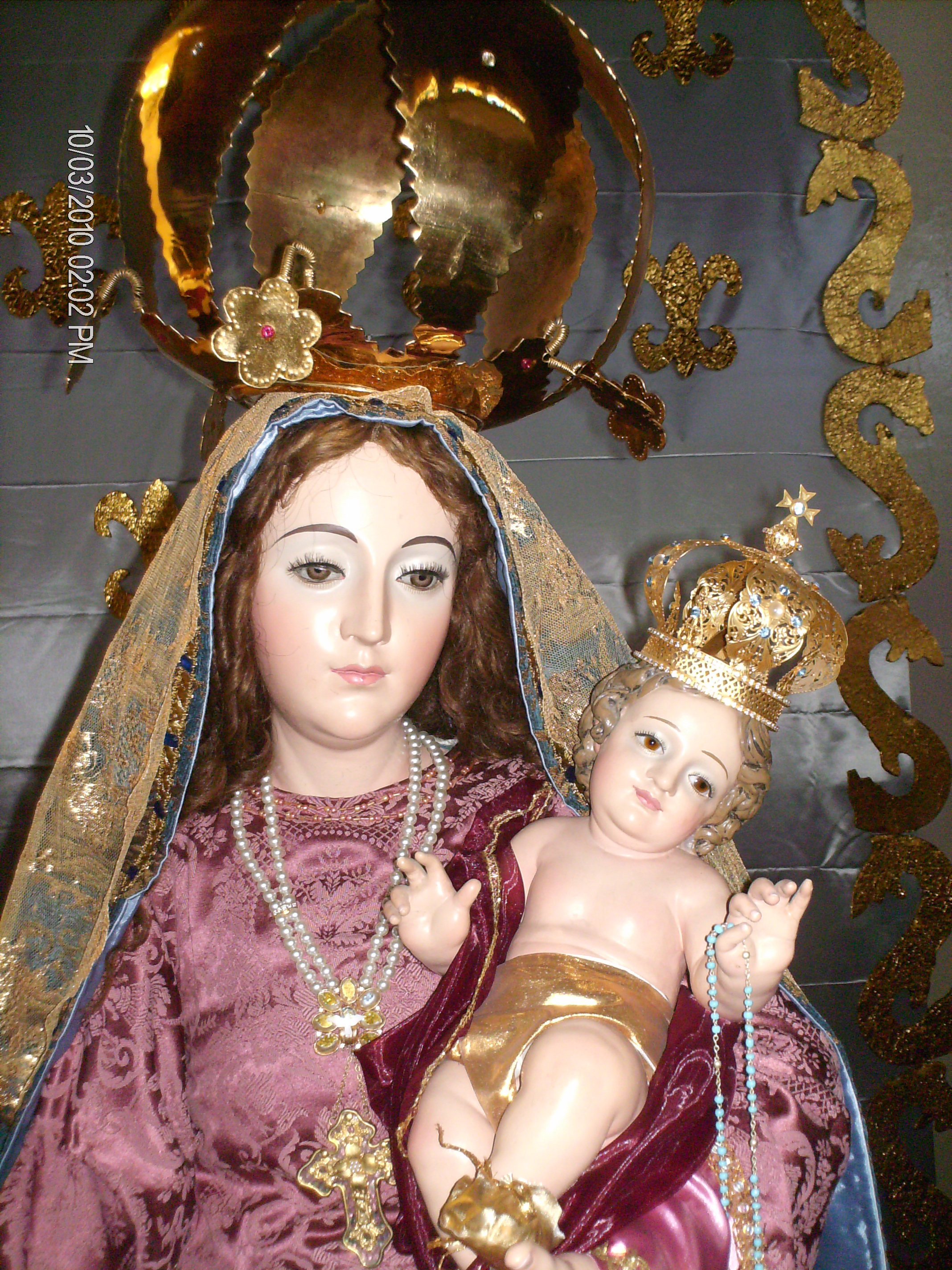
Virgen del Rosario